# Liste der Nummer-eins-Hits in Dänemark (2012)
Dies ist eine Liste der Nummer-eins-Hits in Dänemark im Jahr 2012. Sie basiert auf den offiziellen Album Top-40 und Track Top-40, die im Auftrag von IFPI Danmark erstellt werden. Es gab in diesem Jahr 21 Nummer-eins-Singles und 18 Nummer-eins-Alben.

## Singles
| ← 2011 ← | Liste der Nummer-eins-Hits in Dänemark | Liste der Nummer-eins-Hits in Dänemark | Liste der Nummer-eins-Hits in Dänemark                                                                               | 2013 →                                                                  |
| \| Zeitraum \| Wo. ges. \| Interpret \| Titel Autor(en) \| Zusätzliche Informationen \| \| (Zeitraum, Wochen auf Platz eins, Interpret, Titel, Autor[en], zusätzliche Informationen) \| \| \| \| \| \| ----------------------------------------------------------------------------------------- \| -------- \| ------------------------------ \| -------------------------------------------------------------------------------------------------------------------- \| ----------------------------------------------------------------------- \| \| 9. Dezember 2011 – 12. Januar 2012 5 Wochen \| 5 \| Medina \| Kl. 10 Medina Valbak, Rasmus Stabell, Jeppe Federspiel \| – \| \| 13. Januar 2012 – 2. Februar 2012 3 Wochen \| 3 \| Donkeyboy \| City Boy Cato Sundberg, Kent Sundberg, Espen Berg, Simen M. Eriksrud \| – \| \| 3. Februar 2012 – 9. Februar 2012 1 Woche \| 1 \| Soluna Samay \| Should’ve Known Better Mikkel Sigvardt, Lars Pedersen, Isam Bachiri \| – \| \| 10. Februar 2012 – 29. März 2012 7 Wochen \| 7 \| Gotye feat. Kimbra \| Somebody That I Used to Know Walter Andre E. De Backer, Luiz Bonfá \| – \| \| 30. März 2012 – 19. April 2012 3 Wochen \| 3 \| Ida \| I Can Be Ida Maria Østergård, Søren Vestergård, Tobias Stigaard Stenkjær \| Ida Østergård ist die Gewinnerin der Castingshow X-Factor im Jahr 2012. \| \| 20. April 2012 – 26. April 2012 1 Woche \| 1 \| Lukas Graham \| Drunk in the Morning Sebastian Fogh, Morten Ristorp, Stefan Forrest, Magnus Larsson, Mark Falgren, Lukas Forchhammer \| – \| \| 27. April 2012 – 17. Mai 2012 3 Wochen \| 3 \| Tacabro \| Tacatà Musik: Salvatore Sapienza, Mario Romano; Text: Raúl Rodríguez Martínez \| – \| \| 18. Mai 2012 – 24. Mai 2012 1 Woche (insgesamt 3) \| 3 \| Carly Rae Jepsen \| Call Me Maybe Joshua Keeler Ramsay, Carly Rae Jepsen, Tavish Crowe \| – \| \| 25. Mai 2012 – 31. Mai 2012 1 Woche \| 1 \| Shaka Loveless \| Tomgang Søren Schou, Andreas Keilgaard, Shaka Loveless Grøn \| – \| \| 1. Juni 2012 – 28. Juni 2012 4 Wochen \| 4 \| Loreen \| Euphoria Thomas G:son, Peter Lars Boström \| – \| \| 29. Juni 2012 – 12. Juli 2012 2 Wochen (insgesamt 3) \| 3 \| Carly Rae Jepsen \| Call Me Maybe Joshua Keeler Ramsay, Carly Rae Jepsen, Tavish Crowe \| – \| \| 13. Juli 2012 – 19. Juli 2012 1 Woche \| 1 \| Joey Moe \| Gi’ mig Joey Lanni Moe Lynghave \| – \| \| 20. Juli 2012 – 26. Juli 2012 1 Woche \| 1 \| Specktors feat. Medina \| Lågsus Musik: Nicholas Kawamura; Text: Martin Andreas Wanner, Jonas Julan, Jon Kirkhoff Hansen \| – \| \| 27. Juli 2012 – 9. August 2012 2 Wochen \| 2 \| Muri & Mario \| Hun tog min guitar Muri Mahmoud, Mario Sciacca, Samir Cuhtait \| – \| \| 10. August 2012 – 16. August 2012 1 Woche \| 1 \| Alina Devecerski \| Flytta på dej Alina Devecerski, Christoffer Wikberg \| – \| \| 17. August 2012 – 23. August 2012 1 Woche \| 1 \| L.O.C. feat. Barbara Moleko \| Helt min egen Musik: Farhad Samadzada, Liam O’Connor, Esben Thornhal, Daniel Heløy Davidsen; Text: Liam O’Connor \| – \| \| 24. August 2012 – 6. September 2012 2 Wochen \| 2 \| Mads Langer \| Overgi’r mig langsomt Mads Langer, Boe Larsen, Morten Woods \| – \| \| 7. September 2012 – 13. September 2012 1 Woche \| 1 \| Nephew \| Hjertestarter Musik: Nephew; Text: Simon Kvamm \| – \| \| 14. September 2012 – 1. November 2012 7 Wochen (insgesamt 8) \| 8 \| Psy \| Gangnam Style Yoo Gun-hyung, Park Jae-sang \| – \| \| 2. November 2012 – 8. November 2012 1 Woche \| 1 \| Lukas Graham \| Better Than Yourself (Criminal Mind) Part 2 Lukas Forchhammer, Rasmus Hedegaard, Brandon Beal \| – \| \| 9. November 2012 – 13. Dezember 2012 5 Wochen (insgesamt 6) \| 6 \| Rihanna \| Diamonds Benjamin Levin, Sia Kate Furler, Tor Erik Hermansen, Mikkel Storleer Eriksen \| – \| \| 14. Dezember 2012 – 3. Januar 2013 3 Wochen (insgesamt 4) \| 4 \| Will.i.am feat. Britney Spears \| Scream & Shout William Adams, Jean-Baptiste Kouame, Jef Martens, Tula Paulinea Contostavlos \| – \| |                                        |                                        | |                                                                         |
| ← 2011 |                                        |                                        | | → 2013 →                                                                |
| Zeitraum | Wo. ges.                               | Interpret                              | Titel Autor(en) | Zusätzliche Informationen                                               |
| (Zeitraum, Wochen auf Platz eins, Interpret, Titel, Autor[en], zusätzliche Informationen) |                                        |                                        | |                                                                         |
| 9. Dezember 2011 – 12. Januar 2012 5 Wochen | 5                                      | Medina                                 | Kl. 10 Medina Valbak, Rasmus Stabell, Jeppe Federspiel                                                               | –                                                                       |
| 13. Januar 2012 – 2. Februar 2012 3 Wochen | 3                                      | Donkeyboy                              | City Boy Cato Sundberg, Kent Sundberg, Espen Berg, Simen M. Eriksrud                                                 | –                                                                       |
| 3. Februar 2012 – 9. Februar 2012 1 Woche | 1                                      | Soluna Samay                           | Should’ve Known Better Mikkel Sigvardt, Lars Pedersen, Isam Bachiri                                                  | –                                                                       |
| 10. Februar 2012 – 29. März 2012 7 Wochen | 7                                      | Gotye feat. Kimbra                     | Somebody That I Used to Know Walter Andre E. De Backer, Luiz Bonfá                                                   | –                                                                       |
| 30. März 2012 – 19. April 2012 3 Wochen | 3                                      | Ida                                    | I Can Be Ida Maria Østergård, Søren Vestergård, Tobias Stigaard Stenkjær                                             | Ida Østergård ist die Gewinnerin der Castingshow X-Factor im Jahr 2012. |
| 20. April 2012 – 26. April 2012 1 Woche | 1                                      | Lukas Graham                           | Drunk in the Morning Sebastian Fogh, Morten Ristorp, Stefan Forrest, Magnus Larsson, Mark Falgren, Lukas Forchhammer | –                                                                       |
| 27. April 2012 – 17. Mai 2012 3 Wochen | 3                                      | Tacabro                                | Tacatà Musik: Salvatore Sapienza, Mario Romano; Text: Raúl Rodríguez Martínez                                        | –                                                                       |
| 18. Mai 2012 – 24. Mai 2012 1 Woche (insgesamt 3) | 3                                      | Carly Rae Jepsen                       | Call Me Maybe Joshua Keeler Ramsay, Carly Rae Jepsen, Tavish Crowe                                                   | –                                                                       |
| 25. Mai 2012 – 31. Mai 2012 1 Woche | 1                                      | Shaka Loveless                         | Tomgang Søren Schou, Andreas Keilgaard, Shaka Loveless Grøn                                                          | –                                                                       |
| 1. Juni 2012 – 28. Juni 2012 4 Wochen | 4                                      | Loreen                                 | Euphoria Thomas G:son, Peter Lars Boström                                                                            | –                                                                       |
| 29. Juni 2012 – 12. Juli 2012 2 Wochen (insgesamt 3) | 3                                      | Carly Rae Jepsen                       | Call Me Maybe Joshua Keeler Ramsay, Carly Rae Jepsen, Tavish Crowe                                                   | –                                                                       |
| 13. Juli 2012 – 19. Juli 2012 1 Woche | 1                                      | Joey Moe                               | Gi’ mig Joey Lanni Moe Lynghave                                                                                      | –                                                                       |
| 20. Juli 2012 – 26. Juli 2012 1 Woche | 1                                      | Specktors feat. Medina                 | Lågsus Musik: Nicholas Kawamura; Text: Martin Andreas Wanner, Jonas Julan, Jon Kirkhoff Hansen                       | –                                                                       |
| 27. Juli 2012 – 9. August 2012 2 Wochen | 2                                      | Muri & Mario                           | Hun tog min guitar Muri Mahmoud, Mario Sciacca, Samir Cuhtait                                                        | –                                                                       |
| 10. August 2012 – 16. August 2012 1 Woche | 1                                      | Alina Devecerski                       | Flytta på dej Alina Devecerski, Christoffer Wikberg                                                                  | –                                                                       |
| 17. August 2012 – 23. August 2012 1 Woche | 1                                      | L.O.C. feat. Barbara Moleko            | Helt min egen Musik: Farhad Samadzada, Liam O’Connor, Esben Thornhal, Daniel Heløy Davidsen; Text: Liam O’Connor     | –                                                                       |
| 24. August 2012 – 6. September 2012 2 Wochen | 2                                      | Mads Langer                            | Overgi’r mig langsomt Mads Langer, Boe Larsen, Morten Woods                                                          | –                                                                       |
| 7. September 2012 – 13. September 2012 1 Woche | 1                                      | Nephew                                 | Hjertestarter Musik: Nephew; Text: Simon Kvamm                                                                       | –                                                                       |
| 14. September 2012 – 1. November 2012 7 Wochen (insgesamt 8) | 8                                      | Psy                                    | Gangnam Style Yoo Gun-hyung, Park Jae-sang                                                                           | –                                                                       |
| 2. November 2012 – 8. November 2012 1 Woche | 1                                      | Lukas Graham                           | Better Than Yourself (Criminal Mind) Part 2 Lukas Forchhammer, Rasmus Hedegaard, Brandon Beal                        | –                                                                       |
| 9. November 2012 – 13. Dezember 2012 5 Wochen (insgesamt 6) | 6                                      | Rihanna                                | Diamonds Benjamin Levin, Sia Kate Furler, Tor Erik Hermansen, Mikkel Storleer Eriksen                                | –                                                                       |
| 14. Dezember 2012 – 3. Januar 2013 3 Wochen (insgesamt 4) | 4                                      | Will.i.am feat. Britney Spears         | Scream & Shout William Adams, Jean-Baptiste Kouame, Jef Martens, Tula Paulinea Contostavlos                          | –                                                                       |

## Alben
| ← 2011 ← | Liste der Nummer-eins-Hits in Dänemark | Liste der Nummer-eins-Hits in Dänemark | Liste der Nummer-eins-Hits in Dänemark | 2013 →                    |
| \| Zeitraum \| Wo. ges. \| Interpret \| Titel \| Zusätzliche Informationen \| \| (Zeitraum, Wochen auf Platz eins, Interpret, Titel, zusätzliche Informationen) \| \| \| \| \| \| ------------------------------------------------------------------------------ \| -------- \| -------------------------- \| ---------------------------------- \| ------------------------- \| \| 28. Oktober 2011 – 5. Januar 2012 10 Wochen (insgesamt 18) \| 18 \| Rasmus Seebach \| Mer’ end kærlighed \| – \| \| 6. Januar 2012 – 12. Januar 2012 1 Woche (insgesamt 11) \| 11 \| Adele \| 21 \| – \| \| 13. Januar 2012 – 19. Januar 2012 1 Woche (insgesamt 18) \| 18 \| Rasmus Seebach \| Mer’ end kærlighed \| – \| \| 20. Januar 2012 – 26. Januar 2012 1 Woche (insgesamt 11) \| 11 \| Adele \| 21 \| – \| \| 27. Januar 2012 – 2. Februar 2012 1 Woche (insgesamt 18) \| 18 \| Rasmus Seebach \| Mer’ end kærlighed \| – \| \| 3. Februar 2012 – 15. März 2012 6 Wochen \| 6 \| (Verschiedene Interpreten) \| Melodi Grand Prix 2012 \| – \| \| 16. März 2012 – 5. April 2012 3 Wochen \| 3 \| Bruce Springsteen \| Wrecking Ball \| – \| \| 6. April 2012 – 31. Mai 2012 8 Wochen (insgesamt 15) \| 15 \| Lukas Graham \| Lukas Graham \| – \| \| 1. Juni 2012 – 7. Juni 2012 1 Woche \| 1 \| John Mayer \| Born and Raised \| – \| \| 8. Juni 2012 – 28. Juni 2012 3 Wochen (insgesamt 15) \| 15 \| Lukas Graham \| Lukas Graham \| – \| \| 29. Juni 2012 – 5. Juli 2012 1 Woche (insgesamt 3) \| 3 \| Justin Bieber \| Believe \| – \| \| 6. Juli 2012 – 12. Juli 2012 1 Woche \| 1 \| Turboweekend \| Fault Lines \| – \| \| 13. Juli 2012 – 26. Juli 2012 2 Wochen (insgesamt 3) \| 3 \| Justin Bieber \| Believe \| – \| \| 27. Juli 2012 – 6. September 2012 6 Wochen (insgesamt 18) \| 18 \| Rasmus Seebach \| Mer’ end kærlighed \| – \| \| 7. September 2012 – 13. September 2012 1 Woche \| 1 \| DJ Static \| Rolig under pres \| – \| \| 14. September 2012 – 20. September 2012 1 Woche (insgesamt 2) \| 2 \| Tina Dickow \| Where Do You Go to Disappear? \| – \| \| 21. September 2012 – 27. September 2012 1 Woche \| 1 \| Bob Dylan \| Tempest \| – \| \| 28. September 2012 – 4. Oktober 2012 1 Woche \| 1 \| Orgi-E \| KLAMFYR \| – \| \| 5. Oktober 2012 – 11. Oktober 2012 1 Woche (insgesamt 2) \| 2 \| Tina Dickow \| Where Do You Go to Disappear? \| – \| \| 12. Oktober 2012 – 25. Oktober 2012 2 Wochen (insgesamt 3) \| 3 \| L.O.C. \| Prestige, Paranoia, Persona Vol. 2 \| – \| \| 26. Oktober 2012 – 1. November 2012 1 Woche \| 1 \| Søren Huss \| Oppefra og ned \| – \| \| 2. November 2012 – 8. November 2012 1 Woche (insgesamt 3) \| 3 \| L.O.C. \| Prestige, Paranoia, Persona Vol. 2 \| – \| \| 9. November 2012 – 22. November 2012 2 Wochen \| 2 \| Nephew \| Hjertestarter \| – \| \| 23. November 2012 – 29. November 2012 1 Woche \| 1 \| One Direction \| Take Me Home \| – \| \| 30. November 2012 – 10. Januar 2013 6 Wochen \| 6 \| Kim Larsen \| Du glade verden \| – \| |                                        |                                        |                                        |                           |
| ← 2011 |                                        |                                        |                                        | → 2013 →                  |
| Zeitraum | Wo. ges.                               | Interpret                              | Titel                                  | Zusätzliche Informationen |
| (Zeitraum, Wochen auf Platz eins, Interpret, Titel, zusätzliche Informationen) |                                        |                                        |                                        |                           |
| 28. Oktober 2011 – 5. Januar 2012 10 Wochen (insgesamt 18) | 18                                     | Rasmus Seebach                         | Mer’ end kærlighed                     | –                         |
| 6. Januar 2012 – 12. Januar 2012 1 Woche (insgesamt 11) | 11                                     | Adele                                  | 21                                     | –                         |
| 13. Januar 2012 – 19. Januar 2012 1 Woche (insgesamt 18) | 18                                     | Rasmus Seebach                         | Mer’ end kærlighed                     | –                         |
| 20. Januar 2012 – 26. Januar 2012 1 Woche (insgesamt 11) | 11                                     | Adele                                  | 21                                     | –                         |
| 27. Januar 2012 – 2. Februar 2012 1 Woche (insgesamt 18) | 18                                     | Rasmus Seebach                         | Mer’ end kærlighed                     | –                         |
| 3. Februar 2012 – 15. März 2012 6 Wochen | 6                                      | (Verschiedene Interpreten)             | Melodi Grand Prix 2012                 | –                         |
| 16. März 2012 – 5. April 2012 3 Wochen | 3                                      | Bruce Springsteen                      | Wrecking Ball                          | –                         |
| 6. April 2012 – 31. Mai 2012 8 Wochen (insgesamt 15) | 15                                     | Lukas Graham                           | Lukas Graham                           | –                         |
| 1. Juni 2012 – 7. Juni 2012 1 Woche | 1                                      | John Mayer                             | Born and Raised                        | –                         |
| 8. Juni 2012 – 28. Juni 2012 3 Wochen (insgesamt 15) | 15                                     | Lukas Graham                           | Lukas Graham                           | –                         |
| 29. Juni 2012 – 5. Juli 2012 1 Woche (insgesamt 3) | 3                                      | Justin Bieber                          | Believe                                | –                         |
| 6. Juli 2012 – 12. Juli 2012 1 Woche | 1                                      | Turboweekend                           | Fault Lines                            | –                         |
| 13. Juli 2012 – 26. Juli 2012 2 Wochen (insgesamt 3) | 3                                      | Justin Bieber                          | Believe                                | –                         |
| 27. Juli 2012 – 6. September 2012 6 Wochen (insgesamt 18) | 18                                     | Rasmus Seebach                         | Mer’ end kærlighed                     | –                         |
| 7. September 2012 – 13. September 2012 1 Woche | 1                                      | DJ Static                              | Rolig under pres                       | –                         |
| 14. September 2012 – 20. September 2012 1 Woche (insgesamt 2) | 2                                      | Tina Dickow                            | Where Do You Go to Disappear?          | –                         |
| 21. September 2012 – 27. September 2012 1 Woche | 1                                      | Bob Dylan                              | Tempest                                | –                         |
| 28. September 2012 – 4. Oktober 2012 1 Woche | 1                                      | Orgi-E                                 | KLAMFYR                                | –                         |
| 5. Oktober 2012 – 11. Oktober 2012 1 Woche (insgesamt 2) | 2                                      | Tina Dickow                            | Where Do You Go to Disappear?          | –                         |
| 12. Oktober 2012 – 25. Oktober 2012 2 Wochen (insgesamt 3) | 3                                      | L.O.C.                                 | Prestige, Paranoia, Persona Vol. 2     | –                         |
| 26. Oktober 2012 – 1. November 2012 1 Woche | 1                                      | Søren Huss                             | Oppefra og ned                         | –                         |
| 2. November 2012 – 8. November 2012 1 Woche (insgesamt 3) | 3                                      | L.O.C.                                 | Prestige, Paranoia, Persona Vol. 2     | –                         |
| 9. November 2012 – 22. November 2012 2 Wochen | 2                                      | Nephew                                 | Hjertestarter                          | –                         |
| 23. November 2012 – 29. November 2012 1 Woche | 1                                      | One Direction                          | Take Me Home                           | –                         |
| 30. November 2012 – 10. Januar 2013 6 Wochen | 6                                      | Kim Larsen                             | Du glade verden                        | –                         |

## Jahreshitparaden
| ← 2011 ← | Liste der Nummer-eins-Hits in Dänemark | Liste der Nummer-eins-Hits in Dänemark            | Liste der Nummer-eins-Hits in Dänemark | 2013 →   |
| \| Singles \| Position# \| Alben \| \| ------------------------------------------------------------------------------------------------------------------------------------------------------------------------ \| --------- \| ------------------------------------------------- \| \| Somebody That I Used to Know Gotye feat. Kimbra Walter Andre E. De Backer, Luiz Bonfá \| 1 \| Lukas Graham \| \| Gangnam Style Psy Yoo Gun-hyung, Park Jae-sang \| 2 \| Mer’ end kærlighed Rasmus Seebach \| \| Ai Se Eu Te Pego! Michel Teló Sharon Acioly Arcoverde, Antonio Carlos Paim Cerqueira, Amanda Grasiele Mesquita Teixeira, Aline Medeiros Da Fonseca, Karine Assis Vinagre \| 3 \| Melodi Grand Prix 2012 (Verschiedene Interpreten) \| \| Glemmer dig aldrig Svenstrup & Vendelboe feat. Nadia Malm Musik: Kasper Svenstrup, Thomas Vendelboe, Engelina Andrina Larsen; Text: Engelina Andrina Larsen \| 4 \| Du glade verden Kim Larsen \| \| Tomgang Shaka Loveless Søren Schou, Andreas Keilgaard, Shaka Loveless Grøn \| 5 \| 21 Adele \| \| Call Me Maybe Carly Rae Jepsen Joshua Keeler Ramsay, Carly Rae Jepsen, Tavish Crowe \| 6 \| Take Me Home One Direction \| \| Euphoria Loreen Thomas G:son, Peter Lars Boström \| 7 \| Old Ideas Leonard Cohen \| \| Drunk in the Morning Lukas Graham Sebastian Fogh, Morten Ristorp, Stefan Forrest, Magnus Larsson, Mark Falgren, Lukas Forchhammer \| 8 \| Hjertestarter Nephew \| \| Diamonds Rihanna Benjamin Levin, Sia Kate Furler, Tor Erik Hermansen, Mikkel Storleer Eriksen \| 9 \| Where Do You Got to Disappear? Tina Dickow \| \| Ordinary Things Lukas Graham Stefan Forrest, Mads Emil Nielsen, Sebastian Fogh, Lukas Forchhammer \| 10 \| Believe Justin Bieber \| |                                        |                                                   |                                        |          |
| ← 2011 |                                        |                                                   |                                        | → 2013 → |
| Singles | Position#                              | Alben                                             |                                        |          |
| Somebody That I Used to Know Gotye feat. Kimbra Walter Andre E. De Backer, Luiz Bonfá | 1                                      | Lukas Graham                                      |                                        |          |
| Gangnam Style Psy Yoo Gun-hyung, Park Jae-sang | 2                                      | Mer’ end kærlighed Rasmus Seebach                 |                                        |          |
| Ai Se Eu Te Pego! Michel Teló Sharon Acioly Arcoverde, Antonio Carlos Paim Cerqueira, Amanda Grasiele Mesquita Teixeira, Aline Medeiros Da Fonseca, Karine Assis Vinagre | 3                                      | Melodi Grand Prix 2012 (Verschiedene Interpreten) |                                        |          |
| Glemmer dig aldrig Svenstrup & Vendelboe feat. Nadia Malm Musik: Kasper Svenstrup, Thomas Vendelboe, Engelina Andrina Larsen; Text: Engelina Andrina Larsen | 4                                      | Du glade verden Kim Larsen                        |                                        |          |
| Tomgang Shaka Loveless Søren Schou, Andreas Keilgaard, Shaka Loveless Grøn | 5                                      | 21 Adele                                          |                                        |          |
| Call Me Maybe Carly Rae Jepsen Joshua Keeler Ramsay, Carly Rae Jepsen, Tavish Crowe | 6                                      | Take Me Home One Direction                        |                                        |          |
| Euphoria Loreen Thomas G:son, Peter Lars Boström | 7                                      | Old Ideas Leonard Cohen                           |                                        |          |
| Drunk in the Morning Lukas Graham Sebastian Fogh, Morten Ristorp, Stefan Forrest, Magnus Larsson, Mark Falgren, Lukas Forchhammer | 8                                      | Hjertestarter Nephew                              |                                        |          |
| Diamonds Rihanna Benjamin Levin, Sia Kate Furler, Tor Erik Hermansen, Mikkel Storleer Eriksen | 9                                      | Where Do You Got to Disappear? Tina Dickow        |                                        |          |
| Ordinary Things Lukas Graham Stefan Forrest, Mads Emil Nielsen, Sebastian Fogh, Lukas Forchhammer | 10                                     | Believe Justin Bieber                             |                                        |          |